# Baniczan
Baniczan (bułg. Баничан) – wieś w Bułgarii, w obwodzie Błagojewgrad, w gminie Goce Dełczew. W 2024 roku liczyła 520 mieszkańców.

## Opis
Na terenie wsi znajduje się baniczanski monastyr pw Zaśnięcia NMP. Natomiast w miejscu przebywania Armii Radzieckiej, postawiono pomnik „Ruska czeszma”. A także na placu we wsi postawiono pomnik poległych miejscowej ludności w czasie wojen 1912–1913, 1915–1918. Obszar wokół wsi obfituje w liczne źródła.

## Historia
W XIX wieku Baniczan był chrześcijańską wioską w kaaza Newrokop Imperium Osmańskiego. W 1864 zbudowano Cerkiew pw św. Michała Archanioła. Alexandre Synvet, który opierając się na greckich danych, w 1878 pisze, że w Banicy, w eparchii Mełnik, mieszka 400 Greków. Bułgarski historyk Georgi Strezow w 1891 opisuje wieś: 

Baniczan, u podnóża Pirinu w pobliżu Topołnicy. Najbardziej żyzna ziemia w całym regionie Newrokop: rodzą się wszystkie zboża i słynna biała cebula. Cerkiew bułgarska. Domów 60. Bułgarzy.

 Według statystyk Wasiła Kynczowa do 1900 Baniczan był osadą chrześcijańską, gdzie żyło 410 chrześcijan, a domów było 60.